# Szlakiem chmur na północny zachód
Szlakiem chmur na północny zachód (jap. 北北西に曇と往け Hokuhokusei ni kumo to yuke) – manga autorstwa Aki Irie. Była wydawana na łamach magazynu „Harta”, po czym została przeniesiona do „Aokishi” po jego założeniu w kwietniu 2021.

## Fabuła
Kei Miyama to siedemnastolatek, który ma trzy tajemnice: potrafi rozmawiać z samochodami, ma słabość do pięknych dziewczyn i pracuje jako prywatny detektyw. W jednej sprawie szuka ukochanego psa, w innej łączy kobietę z mężczyzną, w którym zakochała się od pierwszego wejrzenia. Jednakże potem pojawia się sprawa, która jest bardzo bliska jego sercu – poszukiwanie swojego młodszego brata.

## Publikacja serii
Pierwszy rozdział mangi został opublikowany 14 marca 2016 w magazynie „Harta”. W kwietniu 2021 roku Kadokawa wydała nowy magazyn, zatytułowany „Aokishi”, do którego seria została następnie przeniesiona. Pierwszy tom tankōbon ukazał się 13 października 2017. Według stanu na 20 lutego 2024, do tej pory wydano 7 tomów. 
W Polsce prawa do dystrybucji mangi nabyło Studio JG. 
| Nr | Język japoński       | Język japoński         | Język polski      | Język polski           |
| Nr | Data wydania         | ISBN                   | Data wydania      | ISBN                   |
| -- | -------------------- | ---------------------- | ----------------- | ---------------------- |
| 1  | 13 października 2017 | ISBN 978-4-04-734831-8 | 17 lipca 2020     | ISBN 978-83-8001-569-2 |
| 2  | 15 marca 2018        | ISBN 978-4-04-735052-6 | 22 września 2020  | ISBN 978-83-8001-616-3 |
| 3  | 15 stycznia 2019     | ISBN 978-4-04-735345-9 | 30 listopada 2020 | ISBN 978-83-8001-654-5 |
| 4  | 14 stycznia 2020     | ISBN 978-4-04-735792-1 | 30 maja 2021      | ISBN 978-83-8001-745-0 |
| 5  | 15 stycznia 2021     | ISBN 978-4-04-736263-5 | 13 grudnia 2021   | ISBN 978-83-8001-862-4 |
| 6  | 18 listopada 2022    | ISBN 978-4-04-737232-0 | 28 sierpnia 2023  | ISBN 978-83-8257-244-5 |
| 7  | 20 lutego 2024       | ISBN 978-4-04-737867-4 | 20 listopada 2024 | ISBN 978-83-8257-607-8 |

## Odbiór
Danica Davidson z Otaku USA chwaliła serię, nazywając ją „bardzo interesującą”. Katherine Dacey z Manga Critic również pochwaliła pierwszy tom za fabułę i postacie. Koiwai z Manga News zgodził się z Dacey, chwaląc fabułę i postacie. Faustine Lillaz z Planete BD zgodziła się z poprzednimi krytykami, nazywając fabułę i oprawę graficzną „zapierającymi dech w piersiach”.
W wydaniu Kono manga ga sugoi! z 2019 roku seria zajęła jedenaste miejsce na liście najlepszych mang dla męskich czytelników. W tym samym roku seria została również nominowana do nagrody Manga Taishō. W grudniu 2020 seria zajęła 50. miejsce w rankingu mang magazynu Da Vinci wydawanego przez Kadokawę.